# Rue Saint-Louis-en-l'Île
Rue Saint-Louis-en-l'Île je ulice na ostrově sv. Ludvíka v Paříži. Ulice byla pojmenována podle kostela sv. Ludvíka.

## Poloha
Ulice prochází od východu na západ napříč celým ostrovem. Vede od křižovatky s Boulevard Henri-IV a Quai d'Anjou a končí u Rue Jean-du-Bellay. Domy se sudými čísly se nacházejí na severní straně a lichá čísla na jižní straně ulice.
Ulici kříží od východu na západ tyto ulice:
- Rue de Bretonvilliers
- Rue Poulletier
- Rue des Deux-Ponts
- Rue Budé
- Rue Le Regrattier
- Rue Boutarel

## Historie
Zástavba na ostrově proběhla z nařízení Ludvíka XIII. v letech 1614–1646. Původně byla ulice rozdělena na dvě části (u křižovatky s Rue des Deux-Ponts): Rue Palatine tvořila východní část a Rue Carelle západní část. Ulice byla také několikrát přejmenována: Rue Marie (1654), Rue de la Fraternité (1793), Rue Blanche de Castille (1806), Rue Saint-Louis (1814).

## Významné stavby
- dům č. 2: Hôtel Lambert
- dům č. 3: chráněn jako historická památka
- dům č. 4: v domě žil politik Charles Lederman (1913–1998)
- dům č. 6: v domě žil až do své smrti ruský teolog Vladimír Nikolajevič Loskij (1903–1958)
- dům č. 7: městský palác chráněný jako historická památka
- dům č. 9: Hôtel de Bretonvilliers chráněný jako historická památka
- dům č. 10: chráněný jako historická památka
- dům č. 11: městský palác chráněný jako historická památka
- dům č. 12: inženýr Philippe Lebon (1767–1804) v tomto domě vynalezl svítiplyn; v domě žili skladatel Henri Dutilleux (1916–2013) a jeho manželka pianistka Geneviève Joy (1919–2009)
- dům č. 13: městský palác chráněný jako historická památka
- dům č. 19 bis: kostel Saint-Louis-en-l'Île
- dům č. 24: chráněný jako historická památka
- dům č. 29: městský palác chráněný jako historická památka
- dům č. 31: sídlo výrobce zmrzliny Berthillon
- dům č. 35: chráněný jako historická památka
- dům č. 51-53: Hôtel de Chenizot
- dům č. 54: chráněný jako historická památka
- dům č. 61: chráněný jako historická památka
- dům č. 69: bydlela zde umělkyně Brigitte Fontaine